# Bacino di Kryvyj Rih
Il bacino di Kryvyj Rih (in ucraino Криворізький басейн?, Kryvoriz'kyj basejn, in russo Криворожский бассейн?, Krivorožskij bassejn), abbreviato in Kryvbas o Krivbas, è un bacino ferrifero ubicato nella zona di Kryvyj Rih, in Ucraina.